# Echeveria chazaroi
Echeveria chazaroi är en fetbladsväxtart som beskrevs av M. Kimnach. Echeveria chazaroi ingår i släktet Echeveria och familjen fetbladsväxter. Inga underarter finns listade i Catalogue of Life.